# Теорема Островського
В теорії чисел, теорема Островського, дає класифікацію всіх абсолютних значень на полі раціональних чисел. Окрім того теоремою Островського також називають пов'язані результати для довільних числових полів і про архімедові абсолютні значення для довільного поля чи тіла.

## Допоміжні означення і твердження теореми
Абсолютні значення {\displaystyle |\cdot |} і {\displaystyle |\cdot |_{\ast }} на полі K є еквівалентними якщо існує додатне дійсне число c > 0 таке що
{\displaystyle |x|_{\ast }=|x|^{c}{\text{ for all }}x\in \mathbf {K} .}
Тривіальним абсолютним значенням на полі K є абсолютне значення
{\displaystyle |x|_{0}:={\begin{cases}0,&{\text{if }}x=0,\\1,&{\text{if }}x\neq 0.\end{cases}}}
Дійсним абсолютним значенням на полі раціональних чисел Q є стандартний модуль числа тобто
{\displaystyle |x|_{\infty }:={\begin{cases}x,&{\text{if }}x\geq 0\\-x,&{\text{if }}x<0.\end{cases}}}
Для простого числа p, p-адичне абсолютне значення на Q можна задати в такий спосіб: довільне раціональне число x, можна в єдиний спосіб записати як {\displaystyle x=p^{n}{\dfrac {a}{b}}}, де a і b цілі числа, що не діляться на p, b > 0 і n є цілим числом; тоді
{\displaystyle |x|_{p}:={\begin{cases}0,&{\text{if }}x=0,\\p^{-n},&{\text{if }}x\neq 0.\end{cases}}}
Теорема Островського: довільне нетривіальне власне значення на полі раціональних чисел є еквівалентним або дійсному власному значенню або p-адичному абсолютному значенню для деякого простого числа p.

## Доведення
Розглянемо деяке абсолютне значення на множині {\displaystyle (\mathbf {Q} ,|\cdot |_{\ast })}. Є два можливі випадки,
(i) {\displaystyle \exists {n\in \mathbf {N} },|n|_{\ast }>1}
(ii) {\displaystyle \forall {n\in \mathbf {N} },|n|_{\ast }\leq 1}
Достатньо розглянути значення лише на цілих числах більших 1. Справді, якщо число c з множини R+ є таким, що для всіх цілих чисел більших 1, {\displaystyle |n|_{\ast }=|n|_{\ast \ast }^{c}} тоді ця рівність також тривіально виконується для 0 і 1, а для додатних раціональних чисел
{\displaystyle \left|{\frac {m}{n}}\right|_{\ast }={\frac {|m|_{\ast }}{|n|_{\ast }}}={\frac {|m|_{\ast \ast }^{c}}{|n|_{\ast \ast }^{c}}}=\left({\frac {|m|_{\ast \ast }}{|n|_{\ast \ast }}}\right)^{c}=\left|{\frac {m}{n}}\right|_{\ast \ast }^{c}.}
Для від'ємних раціональних чисел:
{\displaystyle |{-x}|_{\ast }=|x|_{\ast }=|x|_{\ast \ast }^{c}=|{-x}|_{\ast \ast }^{c}.}

### Випадок I: ∃n∈ N|n|∗> 1
Нехай a, b і n — натуральні числа і a, b > 1. Записавши bn в системі числення з базою a отримаємо:
{\displaystyle b^{n}=\sum _{i<m}c_{i}a^{i},\qquad c_{i}\in \{0,1,\ldots ,a-1\},\quad m\leq n{\frac {\log b}{\log a}}+1.}
Тоді, згідно властивостей абсолютних значень:
{\displaystyle {\begin{aligned}|b|_{\ast }^{n}&=|b^{n}|_{\ast }\\&\leq am\max \left\{|a|_{\ast }^{m-1},1\right\}\\&\leq a(n\log _{a}b+1)\max \left\{|a|_{\ast }^{n\log _{a}b},1\right\}\end{aligned}}}
Тому
{\displaystyle |b|_{\ast }\leq \left(a(n\log _{a}b+1)\right)^{1/n}\max \left\{|a|_{\ast }^{\log _{a}b},1\right\}}
Проте ми маємо:
{\displaystyle (a(n\log _{a}b+1))^{1/n}\to 1,\quad {\text{as}}\quad n\to \infty }
звідки випливає що:
{\displaystyle |b|_{\ast }\leq \max \left\{|a|_{\ast }^{\log _{a}b},1\right\}.}
Тепер виберемо 1 < b ∈ N таке що |b|∗ > 1. Використовуючи це в попередньому отримаємо, що |a|∗ > 1 незалежно від вибору a (в іншому випадку {\displaystyle |a|_{\ast }^{\log _{a}b}\leq 1} і тому {\displaystyle |b|_{\ast }\leq 1}). Тож для довільного вибору a, b > 1 отримуємо
{\displaystyle |b|_{\ast }\leq |a|_{\ast }^{\log b/\log a},}
тобто
{\displaystyle {\frac {\log |b|_{\ast }}{\log b}}\leq {\frac {\log |a|_{\ast }}{\log a}}.}
Згідно симетрії, ця нерівність є рівністю.
Оскільки a, b були довільними, існує константа, {\displaystyle \lambda \in \mathbf {R} ^{+}} для якої {\displaystyle \log |n|_{\ast }=\lambda \log n}, тобто {\displaystyle |n|_{\ast }=n^{\lambda }=|n|_{\infty }^{\lambda }} для всіх цілих чисел n > 1. Тому, згідно попереднього, {\displaystyle |x|_{\ast }=|x|_{\infty }^{\lambda }}, що й доводить еквівалентність із звичайним модулем числа.

### Випадок II: ∀n∈ N|n|∗≤ 1
Оскільки абсолютне значення не є тривіальним, існує натуральне число для якого |n|∗ < 1. Розклавши це число на прості множники,
{\displaystyle n=\prod _{i<r}p_{i}^{e_{i}}}
можна помітити, що |p|∗ має бути меншим 1, хоча б для одного простого множника p = pj. Доведемо, що абсолютне значення може бути менше 1 лише для одного простого числа.
Припустимо, що p, q є двома різними простими числами власне значення яких є меншим 1. Спершу нехай {\displaystyle e\in \mathbf {N} ^{+}} таке число, що {\displaystyle |p|_{\ast }^{e},|q|_{\ast }^{e}<{\tfrac {1}{2}}}. Згідно алгоритму Евкліда, існують числа m, n ∈ Z для яких виконується рівність {\displaystyle mp^{e}+nq^{e}=1}. Звідси отримуємо
{\displaystyle 1=|1|_{\ast }\leq |m|_{\ast }|p|_{\ast }^{e}+|n|_{\ast }|q|_{\ast }^{e}<{\frac {|m|_{\ast }+|n|_{\ast }}{2}}\leq 1,}
що приводить до суперечності.
Отож маємо |pj|∗ = α < 1 для деякого j і |pi|∗ = 1 для i ≠ j. Позначивши
{\displaystyle c=-{\frac {\log \alpha }{\log p}},}
отримуємо що для довільних натуральних чисел
{\displaystyle |n|_{\ast }=\left|\prod _{i<r}p_{i}^{e_{i}}\right|_{\ast }=\prod _{i<r}\left|p_{i}\right|_{\ast }^{e_{i}}=\left|p_{j}\right|_{\ast }^{e_{j}}=(p^{-e_{j}})^{c}=|n|_{p}^{c}.}
Як і вище для довільних раціональних чисел {\displaystyle |x|_{\ast }=|x|_{p}^{c}}, тобто абсолютне значення є еквівалентним з p-адичним абсолютним значенням.

## Узагальнення теореми Островського
Теоремою Островського часто також називають більш загальні твердження для довільних числових полів, загальних полів чи тіл.

### Твердження для числових полів
Нехай {\displaystyle K} — алгебричне числове поле, тобто скінченне розширення поля раціональних чисел і {\displaystyle {\mathcal {O}}_{K}}— його кільце цілих чисел. Оскільки {\displaystyle {\mathcal {O}}_{K}} є кільцем Дедекінда, то для будь-якого його простого ідеала {\displaystyle {\mathfrak {p}}} і будь-якого елемента {\displaystyle \alpha \in K^{\times }} можна записати {\displaystyle (\alpha )={\mathfrak {p}}^{n}{\mathfrak {a}}{\mathfrak {b}}^{-1},} де {\displaystyle (\alpha )} — головний ідеал породжений цим елементом, а {\displaystyle {\mathfrak {a}},{\mathfrak {b}}} є ідеалами взаємно простими з ідеалом {\displaystyle {\mathfrak {p}}}. Тоді можна ввести нормування {\displaystyle v_{\mathfrak {p}}(\alpha )=m} і абсолютне значення {\displaystyle |\alpha |_{\mathfrak {p}}:=N({\mathfrak {p}})^{-v_{\mathfrak {p}}(\alpha )},} де {\displaystyle N({\mathfrak {p}})=|{\mathcal {O}}_{K}/{\mathfrak {p}}|} — норма ідеала {\displaystyle {\mathfrak {p}}}.
Введена так функція {\displaystyle |\alpha |_{\mathfrak {p}}} дійсно є абсолютним значенням і з китайської теореми про лишки випливає, що для двох різних простих ідеалів ці абсолютні значення не є еквівалентними.
Іншими прикладами абсолютного значення є модулі числа індуковані вкладенням числового поля в поле дійсних чи комплексних чисел. А саме якщо {\displaystyle \sigma } є таким вкладенням то {\displaystyle |\alpha |_{\sigma }:=|\sigma (\alpha )|} де в правій частині позначений звичайний модуль дійсного чи комплексного числа. Це абсолютне значення буде архімедовим. Спряжені комплексні вкладення визначають одне абсолютне значення і навпаки, якщо два різні дійсні чи комплексні вкладення задають одне абсолютне значення то вони є комплексно спряженими.
Теорема Островського для числових полів стверджує, що розглянуті вище приклади абсолютних значень є фактично єдиними для числових полів: якщо {\displaystyle K} — алгебричне числове поле, то будь-яке його неархімедове нетривіальне абсолютне значення є еквівалентним {\displaystyle |\alpha |_{\mathfrak {p}}} для деякого простого ідеала {\displaystyle {\mathfrak {p}}}, а будь-яке архімедове абсолютне значення є еквівалентним {\displaystyle |\alpha |_{\sigma }} для деякого дійсного чи комплексного вкладення {\displaystyle \sigma }.

### Твердження для раціональних функцій
Нехай тепер {\displaystyle F} — поле і {\displaystyle F(T)} — поле раціональних функцій від однієї змінної над {\displaystyle F}. Оскільки {\displaystyle F(T)} є полем часток кільця {\displaystyle F[T]}, що є кільцем головних ідеалів, то на {\displaystyle F(T)} можна ввести нормування {\displaystyle v_{\pi (T)}} пов'язане із незвідним многочленом {\displaystyle \pi (T)} зі старшим коефіцієнтом рівним 1. Для довільного {\displaystyle f\in F(T)} його значення визначається з розкладу {\displaystyle f(T)=\pi ^{v_{\pi }(f)}(T)g(T)/h(T)}, де многочлени {\displaystyle g(T),h(T)} є взаємно простими з {\displaystyle \pi (T)}.
Для довільного дійсного числа {\displaystyle c\in (0,1)} можна задати абсолютне значення породжене введеним нормуванням: {\displaystyle |f|_{\pi }:=c^{v_{\pi }(f)}.} Для різних таких {\displaystyle c} абсолютні значення будуть еквівалентними, натомість для різних незвідних многочленів зі старшим коефіцієнтом рівним 1 відповідні абсолютні значення не будуть еквівалентними.
Окрім того на полі раціональних функцій можна ввести ще одне неархімедове абсолютне значення як: {\displaystyle |f|_{\infty }:=c^{-\operatorname {deg} (f)}.} Це абсолютне значення не буде еквівалентним попереднім.
Теорема Островського для числових полів: будь-яке нетривіальне абсолютне значення на полі {\displaystyle F(T)}, що є тривіальним на {\displaystyle F} є еквівалентним або {\displaystyle |f|_{\pi }} для деякого незвідного многочлена {\displaystyle \pi (T)} зі старшим коефіцієнтом рівним 1 або {\displaystyle |f|_{\infty }.}

### Архімедові абсолютні значення на полі та тілі
Теоремою Островського також називають пов'язаний результат, що описує з точністю до еквівалентності всі архімедові абсолютні значення на довільному полі чи, більш загально, тілі: якщо {\displaystyle |x|}  — архімедове абсолютне значення на тілі K, то існує таке вкладення K на деяке всюди щільне підтіло тіла {\displaystyle \mathbb {R} ,\mathbb {C} } або {\displaystyle \mathbb {H} } (тіло кватерніонів), що {\displaystyle |x|} є еквівалентним абсолютному значенню, індукованому з {\displaystyle \mathbb {R} ,\mathbb {C} } або {\displaystyle \mathbb {H} }; якщо K є полем то всі можливі вкладення є на поля {\displaystyle \mathbb {R} ,\mathbb {C} }.